# Руже, Жан
Жан Марсель Поль Руже (фр. Jean Marcel Paul Rouget; 7 ноября 1916, Рен — 7 декабря 1998, Булонь-Бийанкур) — французский хоккеист на траве, нападающий. Участник летних Олимпийских игр 1936 и 1948 годов.

## Биография
Жан Руже родился 7 ноября 1916 года во французском городе Рен.
В 1936 году вошёл в состав сборной Франции по хоккею на траве на летних Олимпийских играх в Берлине, занявшей 4-е место. Играл на позиции нападающего, провёл 1 матч, забил 1 мяч в ворота сборной Нидерландов.
В 1948 году вошёл в состав сборной Франции по хоккею на траве на летних Олимпийских играх в Лондоне, поделившей 10-12-е места. Играл на позиции нападающего, провёл 1 матч, мячей не забивал.
Умер  7 декабря 1998 года в пригороде Парижа Булонь-Бийанкур.